# Santa Maria della Sapienza
Santa Maria della Sapienza ist eine Kirche in der Altstadt von Neapel. Sie liegt in der Via Costantinopoli.

## Geschichte
Die Kirche wurde 1625 nach einem Plan von Francesco Grimaldi gebaut, aber die Arbeiten wurden von Giacomo Di Conforto durchgeführt. Letzterer beendete seine Arbeit 1630 und überließ die Baustelle dem Ingenieur Orazio Gisolfo.
In dieser Zeit arbeiteten auch viele andere Architekten, darunter Cosimo Fanzago und Dionisio Lazzari, die an der Fassade der Kirche arbeiteten. Aus vielen Quellen dieser Epoche wird berichtet, dass die eigentliche Gestaltung des Äußeren Fanzago zugeschrieben wird, während von Lazzari die Verzierungen aus weißem Marmor sind. Bezüglich der Gestaltung der Fassade ist jedoch zu beachten, dass sich andere Quellen stattdessen auf Giovan Giacomo Di Conforto beziehen.
Zwischen 1634 und 1636 begannen die Arbeiten zum Bau der Kuppel und des Glockenturms. Giacomo Lazzari trug zur Realisierung der Kuppel mit der Schaffung einer kleinen Laterne bei, die von Belisario Corenzio bemalt wurde.
Das an die Kirche angegliederte Kloster wurde Ende des 19. Jahrhunderts abgerissen, um dem Bau des Krankenhauses, das hinter dem Gebäude steht, Platz zu machen.

## Beschreibung
Das Innere bestehen aus einem einzigen Schiff und Seitenkapellen, ist mit buntem Marmor von Dionisio Lazzari und Helfern verziert sind. Andere Teile der Kirche stammen ebenfalls aus Lazzari: der Fußboden aus weißem Marmor und Schiefer, ähnlich der Kirche von San Gregorio Armeno. Ebenfalls von letzterem Künstler und Helfer ist der Chor, der aus weißen Marmorquadraten und Schieferachtecken besteht.
Die Fresken im Gewölbe und in der Apsis stammen von Cesare Fracanzano, während sich auf dem Tympanon des 18. Jahrhunderts zwei Engel von Paolo Benaglia befinden. Die teilweise zerstörten Fresken der Kuppel stammen von Belisario Corenzio. Die Gemälde auf Holz und Leinwand wurden von verschiedenen Künstlern gemalt, wie z. B.: Massimo Stanzione, Andrea Vaccaro, Micco Spadaro, Hendrick van Somer, Teodoro d’Errico, Giovanni Bernardo Lama, Girolamo Imparato, Giovanni Bernardino Azzolino, Carlo Rosa, Giovanni Ricca, Giovan Vincenzo Forlì, Giuseppe Marullo, Girolamo Cenatiempo, Gian Giacomo Manecchia, Michele Ragolia, Giacinto de Popoli. Alle diese Werke, die ordnungsgemäß entfernt wurden, sind heute in einigen städtischen Museen zu sehen oder liegen in den Depots der Sovrintendenza.
Die Kirche enthält auch eine weitere Kapelle: die Cappella della Scala Santa.
Die Kirche La Sapienza ist seit Jahrzehnten geschlossen und muss restauriert werden. Sie wurde anlässlich des „Maggio dei monumenti“ 2005 geöffnet, was sowohl künstlerisch als auch architektonisch aufgrund von Wassereintritt und Feuchtigkeitsschäden zu einer teilweisen Verschlechterung führte.
In jüngster Zeit hat Mibac Mittel bereitgestellt, um die Restaurierungsarbeiten abzuschließen und dieses wichtige Denkmal im historischen Zentrum von Neapel an die Gemeinde zurückzugeben.